# Овча купел (район)
„Овча купел“ е един от големите административни райони на Столична община. Включва кварталите „Суходол“ и „Горна баня“ и жилищните комплекси „Овча купел“, които са образно разделени чрез различни географски обекти и затова е прието разделението „Овча купел“, „Овча купел 1“ и „Овча купел 2“, както и село Мало Бучино. Районът е важен транспортен център. Минават автобуси 11, 59 и 102 и електобуси 60 и 73. През територията на района минава третият метродиаметър на софийското метро. „Овча купел“ е и една от най-старите части на София. Съществувал е много преди другите квартали, но като отделна част.
Към 15 юни 2023 г. в района живеят 56 647 души по настоящ адрес и 58 144 души по постоянен адрес.

## Квартали
- Воденицата (Карта)
- Горна баня (квартал) (Карта)
- Горна баня (вилна зона) (Карта)
- Карпузица (Карта) – малка част
- Люлин (вилна зона) (Карта)
- Овча купел (квартал) (Карта)
- Овча купел (жилищен комплекс) (Карта)
- Подлозище (Карта)
- Равнище (Карта)
- Секулица (Карта)
- Суходол (Карта)

## Население
В общия брой на населението на район „Овча купел“ се включва и населението на кв. „Суходол“ (2316 души) и на село Мало Бучино (700 души), което е преброено отделно. Причината за това е, че „Суходол“ спада към кварталите с допълнителна администрация, а Мало Бучино, като отделно населено място, има собствено кметство.

### Етнически състав
Преброяване на населението през 2011 г.
Численост и дял на етническите групи според преброяването на населението през 2011 г.:
|                     | Численост | Дял (в %) |
| Общо                | 54 417    | 100.00    |
| Българи             | 49 447    | 90.86     |
| Турци               | 219       | 0.40      |
| Цигани              | 697       | 0.34      |
| Други               | 321       | 0.58      |
| Не се самоопределят | 102       | 0.18      |
| Неотговорили        | 4142      | 7.61      |

## Образование
- В Овча купел се намират Нов Български Университет и Висше училище по застраховане и финанси на ул. „Гусла“ 1, както и хотелът към него на ул. „Любляна“ 46.
- 151-во, 88-о, 66-о и 149-о училище и Професионална гимназия по електротехника и автоматика и Професионална гимназия по селско стопанство „Бузема“.
- В квартала се намират: 161 ОДЗ „Ласка“, 125 ДГ „Усмивка“ (3 филиала), 66 СДЯ, 39 ДГ „Пролет“ (с яслени групи), 84 ОДЗ „Детелина“, 33 ОДЗ „Сребърни звънчета“, ЦДГ 72 „Усмивка“, както и множество частни детски градини.